# یواس‌اس کینگ‌بری (ای‌پی‌ای-۱۷۷)
یواس‌اس کینگ‌بری (ای‌پی‌ای-۱۷۷) (به انگلیسی: USS Kingsbury (APA-177)) یک کشتی بود که طول آن ۴۵۵ فوت ۰ اینچ (۱۳۸٫۶۸ متر) بود. این کشتی در سال ۱۹۴۴ ساخته شد.